# Seattle Seahawks
Seattle Seahawks – zawodowy zespół futbolu amerykańskiego z siedzibą w miejscowości Seattle, w stanie Waszyngton. Seahawks zostali zgłoszeni do NFL w 1976 roku, a po reformie systemu rozgrywek w 2002 roku, przydzielono ich do Dywizji Zachodniej NFC. Obecnie, największym osiągnięciem drużyny jest zwycięstwo w finale rozgrywek Super Bowl w 2014 roku.

## Historia
Pierwsze plany założenia klubu futbolowego w Seattle urodziły się 15 czerwca 1972. Pomysłodawcami byli biznesmeni i lokalne władze miasta. Już w grudniu 1974 roku, obecny komisarz ligi NFL, Pete Rozelle oficjalnie ogłosił, iż została podpisana umowa franczyzy.
Pierwszym trenerem Jastrzębi był Jack Patera, dla którego to był to pierwszy klub, gdzie miał szanse zostać głównym coachem (wcześniej był asystentem w zespole Minnesota Vikings). Został on zaprezentowany na konferencji prasowej w styczniu 1976, a specjalny draft dla dwóch nowych drużyn (właśnie Seattle oraz Tampa Bay Buccaneers) zorganizowano 3 miesiące później.
Seahawks w swoim dorobku mają 6 zwycięstw w poszczególnych dywizjach: w latach 1988 i 1999, byli pierwszą siłą w Dywizji Zachodniej AFC z wynikiem 9-7-0. Po dołączeniu do NFC, czterokrotnie z rzędu wygrywali NFC West w latach 2004, 2005, 2006 i 2007. Dopiero w 2008 roku ich hegemonię potrafił przerwać zespół z Arizony. Dwa lata później, zapisali się w historii ligi, jako pierwszy zespół awansujący do play-offów z ujemnym stosunkiem wygranych meczów do przegranych (7-9). Skazywani na natychmiastową porażkę, w Wild Card Games (pol. runda dzikich kart), pokonali broniących mistrzów NFL, New Orleans Saints. Ogólny bilans występów The Hawks w play-offach to 8 zwycięstw i 11 porażek.
Sehawks pokonali Denver Broncos w XLVIII finale Super Bowl 43:8.

## Numery zastrzeżone
- 12 – analogia do „12th man” (12. zawodnik) – podobnie jak w piłce nożnej, chodzi tu o kibiców. Numer zastrzeżony od 1984 roku.
- 71 – Walter Jones – LT, występował w Seahawks przez 13 sezonów (od 1997 do 2009 roku). Numer zastrzeżony od 2010 roku.
- 80 – Steve Largent – WR, który występował w drużynie w latach 1976–1989. Numer zastrzeżony od 1996 roku.
- 96 – Cortez Kennedy – DT Seahawks w latach 1990–2000. Numer zastrzeżony od 2012 roku.

## Dotychczasowi trenerzy
| Trener          | Lata urzędowania | Mecze w sezonie zasadniczym | Procent zwycięstw | Mecze w play-offach |
| --------------- | ---------------- | --------------------------- | ----------------- | ------------------- |
| Jack Patera     | 1976-1982        | 35-59                       | 37.2              | 0-0                 |
| Mike McCormack  | 1982             | 4-3                         | 57.1              | 0-0                 |
| Chuck Knox      | 1983-1991        | 80-63                       | 55.9              | 3-4                 |
| Tom Flores      | 1992-1994        | 14-34                       | 29.2              | 0-0                 |
| Dennis Erickson | 1995-1998        | 31-33                       | 48.4              | 0-0                 |
| Mike Holmgren   | 1999-2008        | 86-74                       | 53.8              | 4-6                 |
| Jim L. Mora     | 2009             | 5-11                        | 31.3              | 0-0                 |
| Pete Carroll    | 2010-nadal       | 100-59-1                    | 62.8              | 10-7                |

## Skład
| Seattle Seahawks Sezon 2020 | Seattle Seahawks Sezon 2020 | Seattle Seahawks Sezon 2020 | Seattle Seahawks Sezon 2020 | Seattle Seahawks Sezon 2020 | Seattle Seahawks Sezon 2020 | Seattle Seahawks Sezon 2020                                                                   |
| --- | --------------------------- | --- | --------------------------- | --- | --------------------------- | --------------------------------------------------------------------------------------------- |
| Rozgrywający - 3 Russell Wilson - 7 Geno Smith - 6 Anthony Gordon Biegacze - 39 Patrick Carr RB - 32 Chris Carson RB - 31 DeeJay Dallas RB - 25 Travis Homer RB - – Carlos Hyde RB - 36 Anthony Jones RB - 20 Rashad Penny RB - 44 Nick Bellore FB Skrzydłowi - 13 Seth Dawkins - 11 Phillip Dorsett II - 2 Aaron Fuller - 19 Penny Hart - 16 Tyler Lockett - 14 DK Metcalf - 83 David Moore - 87 Stephen Sullivan - 18 Freddie Swain - 81 Cody Thompson - 15 John Ursua Końcowi - 82 Luke Willson - 89 Will Dissly - 86 Jacob Hollister - 85 Tyler Mabry - 88 Greg Olsen - 84 Colby Parkinson - 46 Dom Wood-Anderson |                             | Linia Ofensywna - 53 Joey Hunt C - 67 B.J.Finney C/G - 61 Kyle Fuller C/G - 77 Ethan Pocic C/G - 60 Phil Haynes G - 70 Mike Iupati G - 68 Damien Lewis G - 62 Kahil McKenzie G - 64 Jordan Roos G - 66 Jordan Simmons G - 65 Chance Warmack G - 79 Tommy Champion T - 76 Duane Brown T - 73 Jamarco Jones T - 74 Cedric Ogbuehi T - 72 Brandon Shell T - 75 Chad Wheeler T Linia Defensywna - 91 Jarran Reed DT - 79 Bryan Mone DT - 75 Cedrick Lattimore DT - 97 Poona Ford DT - 67 Demarcus Christmas DT - 63 Josh Avery DT - 48 Marcus Webb DE - 58 Darrel Taylor DE - 98 Alton Robinson DE - 43 Eli Mencer DE - 99 Benson Mayowa DE - 93 Branden Jackson DE - 94 Rasheem Green DE - 95 L.J.Collier DE |                             | Linebackers - 50 K.J. Wright - 54 Bobby Wagner - 47 Sutton Smith - 51 Bruce Irvin - 49 Shaquem Griffin - 52 Emmanuel Ellerbee - 55 Ben Burr-Kirven - 56 Jordyn Brooks - 57 Cody Barton Tylni Obrońcy - 42 Lano Hill SS - 37 Quandre Diggs SS - 41 Josh Norwood FS - 33 Chris Miller FS - 30 Bradley McDouglad FS - 27 Marquise Blair FS - 28 Ugo Amadi FS - 1 Jayson Stanley DB - 23 Neiko Thorpe CB - 34 Linden Stephens CB - 8 Kemah Siverand CB - 38 Debione Renfro CB - 35 Ryan Neal CB - 9 Gavin Heslop CB - 26 Shaquill Griffin CB - 21 Tre Flowers CB - 22 Quinton Dunbar CB - 40 Brian Allen CB Formacje Specjalne - 4 Michael Dickson P - 69 Tyler Ott LS - 5 Jason Myers K |                             | Lista Rezerwowa Skład treningowy - Skład Aktualizacja 2 lipca 2020 - Depth Chart • Transakcje |